# Al-Dżinan
Al-Dżinan (arab. الجنان) – miejscowość w Syrii, w muhafazie Hama. W 2004 roku liczyła 3860 mieszkańców.